# (3761) Romanskaya
(3761) Romanskaya es un asteroide perteneciente al cinturón de asteroides descubierto el 25 de julio de 1936 por Grigori Nikoláievich Neúimin desde el observatorio de Simeiz en Crimea.
Está nombrado en honor de Sofía Vasílievna Romanskaya (1886-1969), astrónoma soviética.